# Acrapex melianoides
Acrapex melianoides là một loài bướm đêm trong họ Noctuidae.